# Tmolos
El Tmolos o Tmol (actualment Bozdağlar) fou el nom d'una muntanya de la Lídia prop de l'antiga Sardis. El seu nom es relaciona amb Tmolos, rei de Lídia i marit d'Òmfale, enterrat en aquesta muntanya.